# Municípios da Dinamarca

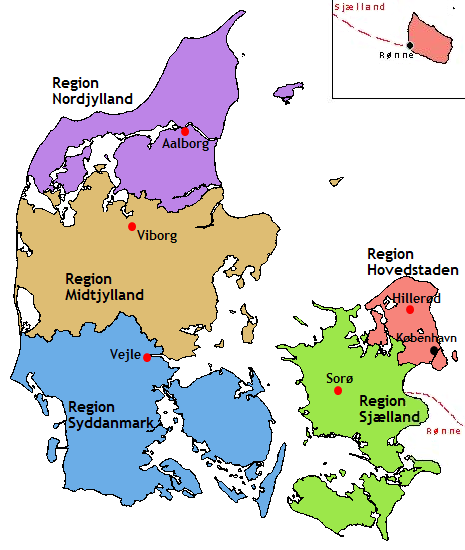
Regiões (depois de 2007)

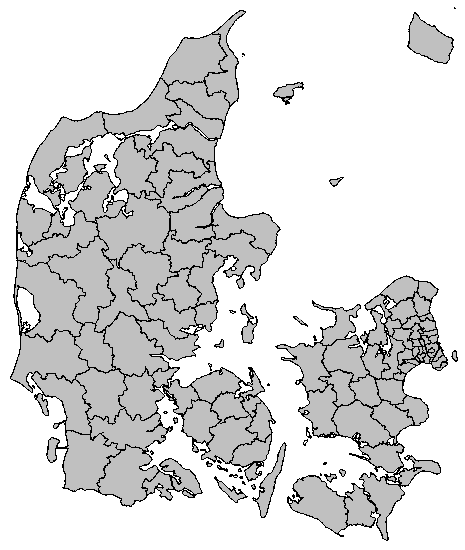
98 municípios (depois de 2007)

A Dinamarca está dividida em 98 municípios (kommuner), agrupados em 5 regiões (regioner). 

Pela Reforma Estrutural da Dinamarca - que começou a vigorar em 1 de janeiro de 2007 - os 13 antigos condados (amter) foram substituídos por 5 regiões (regioner), enquanto os 271 municípios (kommuner) foram fundidos em 98 novas comunas, mais abrangentes de pelo menos 20 mil habitantes, repartindo assim também a responsabilidade dos anteriores condados.

## As 5 regiões
As regiões são governadas por conselhos regionais (Regionsråd), eleitos em eleições gerais.
- Região da Jutlândia do Norte (Nordjylland)
- Região da Jutlândia Central (Midtjylland)
- Região da Dinamarca do Sul (Syddanmark)
- Região da Capital (Hovedstaden)
- Região da Zelândia (Sjælland)

## As 5 regiões e as 98 comunas
Communas da Região da Dinamarca do Sul (Syddanmark):
- Aabenraa
- Ærø
- Assens
- Billund
- Esbjerg
- Fanø
- Fredericia
- Faaborg-Midtfyn
- Haderslev
- Kerteminde
- Kolding
- Langeland
- Middelfart
- Nordfyn
- Nyborg
- Odense
- Svendborg
- Sønderborg
- Tønder
- Varde
- Vejen
- Vejle

Communas da Região da Jutlândia Central (Midtjylland):
- Aarhus
- Favrskov
- Hedensted
- Herning
- Holstebro
- Horsens
- Ikast-Brande
- Lemvig
- Norddjurs
- Odder
- Randers
- Ringkøbing-Skjern
- Samsø
- Silkeborg
- Skanderborg
- Skive
- Struer
- Syddjurs
- Viborg

Communas da Região da Jutlândia do Norte (Nordjylland):
- Aalborg
- Brønderslev
- Frederikshavn
- Hjørring
- Jammerbugt
- Læsø
- Mariagerfjord
- Morsø
- Rebild
- Thisted
- Vesthimmerland

Communas da Região da Zelândia (Sjælland):
- Faxe
- Greve
- Guldborgsund
- Holbæk
- Kalundborg
- Køge
- Lejre
- Lolland
- Næstved
- Odsherred
- Ringsted
- Roskilde
- Slagelse
- Solrød
- Sorø
- Stevns
- Vordingborg

Communas da Região da Capital (Hovedstaden):
- Albertslund
- Allerød
- Ballerup
- Bornholm
- Brøndby
- Copenhague (København)
- Dragør
- Egedal
- Fredensborg
- Frederiksberg
- Frederikssund
- Furesø
- Gentofte
- Gladsaxe
- Glostrup
- Gribskov
- Halsnæs
- Helsingør
- Herlev
- Hillerød
- Hvidovre
- Høje-Taastrup
- Hørsholm
- Ishøj
- Lyngby-Taarbæk
- Rudersdal
- Rødovre
- Tårnby
- Vallensbæk

## Municípios e condados anteriores (até31 de dezembrode2006)
O município regional Bornholm (capital: Rønne) dispõe dos privilégios de condado. Compreende cinco municípios (Allinge-Gudhjem, Hasle, Nexø, Rønne and Åkirkeby) na ilha de Bornholm. Foi estabelecido a 1 de Janeiro de 2003.
Também o município de Frederiksberg dispõe de privilégios de condado, sendo, porém, uma cidade envolvida pela área metropolitana de Copenhaga
Copenhaga também dispõe de privilégios de condado.

### Condado de Arhus
Capital: Århus
- Ebeltoft
- Galten
- Gjern
- Grenå
- Hadsten
- Hammel
- Hinnerup
- Hørning
- Langå
- Mariager
- Midtdjurs (capital: Ryomgård)
- Nørhald (capital: Tvede)
- Nørre Djurs (capital: Glesborg)
- Odder
- Purhus (capital: Fårup)
- Randers
- Rosenholm (capital: Hornslet)
- Rougsø (capital: Allingåbro)
- Ry
- Rønde
- Samsø (capital: Tranebjerg)
- Silkeborg
- Skanderborg
- Sønderhald (capital: Auning)
- Them
- Århus

### Condado de Frederiksborg
Capital: Hillerød
- Allerød (capital: Lillerød)
- Birkerød
- Farum
- Fredensborg-Humlebæk
- Frederikssund
- Frederiksværk
- Græsted-Gilleleje
- Helsinge
- Helsingør (Elsinore)
- Hillerød
- Hundested
- Hørsholm
- Jægerspris
- Karlebo
- Skibby
- Skævinge
- Slangerup
- Stenløse
- Ølstykke

### Condado da Fiónia
Capital: Odense
- Ærø, criado a 1 de Janeiro de 2006 pela fusão dos municípios de Ærøskøbing e Marstal;
- Assens
- Bogense
- Broby (capital: Nørre Broby)
- Egebjerg (capital: Ollerup)
- Ejby
- Faaborg
- Glamsbjerg
- Gudme
- Haarby
- Kerteminde
- Langeskov
- Middelfart
- Munkebo
- Nyborg
- Nørre Aaby
- Odense
- Otterup
- Ringe
- Rudkøbing
- Ryslinge
- Svendborg
- Sydlangeland (capital: Humble)
- Søndersø
- Tommerup
- Tranekær (capital: Tullebølle)
- Ullerslev
- Vissenbjerg
- Ørbæk
- Aarslev
- Aarup

### Condado de Copenhaga
Capital: Glostrup
- envolve o município de Copenhaga e Frederiksberg.
- Albertslund
- Ballerup
- Brøndby
- Dragør
- Gentofte
- Gladsaxe
- Glostrup
- Herlev
- Hvidovre
- Høje-Tåstrup
- Ishøj
- Ledøje-Smørum
- Lyngby-Tårbæk (capital: Kongens Lyngby)
- Rødovre
- Søllerød
- Tårnby
- Vallensbæk
- Værløse

### Condado de Jutlândia do Norte
Capital: Ålborg
- Arden
- Brovst
- Brønderslev
- Dronninglund
- Farsø
- Fjerritslev
- Frederikshavn
- Hadsund
- Hals
- Hirtshals
- Hjørring
- Hobro
- Læsø (capital: Byrum)
- Løgstør
- Løkken-Vrå (capital: Vrå)
- Nibe
- Nørager
- Pandrup
- Sejlflod (capital: Mou)
- Sindal
- Skagen
- Skørping
- Støvring
- Sæby
- Åbybro
- Ålborg
- Års

### Condado da Jutlândia do Sul
Capital: Aabenraa
- Aabenraa
- Augustenborg
- Bov
- Bredebro
- Broager
- Christiansfeld
- Gram
- Gråsten
- Haderslev
- Højer
- Lundtoft (capital: Kliplev)
- Løgumkloster
- Nordborg
- Nørre Rangstrup (capital: Toftlund)
- Rødding
- Rødekro
- Skærbæk
- Sundeved (capital: Avenbøl)
- Sydals (capital: Høruphav)
- Sønderborg
- Tinglev
- Tønder
- Vojens

### Condado de Ribe
Capital: Ribe
- Billund
- Blåbjerg (capital: Nørre Nebel)
- Blåvandshuk (capital: Oksbøl)
- Bramming
- Brørup
- Esbjerg
- Fanø
- Grindsted
- Helle (capital Agerbæk)
- Holsted
- Ribe
- Varde
- Vejen
- Ølgod

### Condado de Ringkobing
Capital: Ringkøbing
- Avlum-Haderup (capital: Avlum)
- Brande
- Egvad (capital: Tarm)
- Herning
- Holmsland (capital: Hvide Sande)
- Holstebro
- Ikast
- Lemvig
- Ringkøbing
- Skjern
- Struer
- Thyborøn-Harboør (capital: Thyborøn)
- Thyholm (capital: Hvidbjerg)
- Trehøje
- Ulfborg-Vemb (capital: Ulfborg)
- Videbæk
- Vinderup
- Åskov (capital: Kibæk)

### Condado de Roskilde
Capital: Roskilde
- Bramsnæs (capital: Ejby)
- Greve (capital: Greve Strand)
- Gundsø
- Hvalsø
- Køge
- Lejre
- Ramsø (capital: Viby)
- Roskilde
- Skovbo (capital: Borup)
- Solrød
- Vallø (capital: Hårlev)

### Condado de Storstrom
Capital: Nykøbing Falster

### Condado de Vejle
Capital: Vejle
- Brædstrup
- Børkop (capitals: Brejning and Børkop)
- Egtved
- Fredericia
- Gedved
- Give
- Hedensted
- Horsens
- Jelling
- Juelsminde
- Kolding
- Lunderskov
- Nørre-Snede
- Tørring-Uldum (capital: Uldum)
- Vamdrup

### Condado de Vestsjaelland
Capital: Sorø
- Bjergsted (capital: Svebølle)
- Dianalund
- Dragsholm (capital: Fårevejle stationsby)
- Fuglebjerg
- Gørlev
- Hashøj
- Haslev
- Holbæk
- Hvidebæk (capital: Ubby)
- Høng
- Jernløse (capital: Regstrup)
- Kalundborg
- Korsør
- Nykøbing-Rørvig (capital: Nykøbing Sjælland)
- Ringsted
- Skælskør
- Slagelse
- Sorø
- Stenlille
- Svinninge
- Tornved (capital: Jyderup)
- Trundholm (capital: Højby)
- Tølløse

### Condado de Viborg
Capital: Viborg
- Bjerringbro
- Fjends (capital: Stoholm)
- Hanstholm
- Hvorslev (capital: Ulstrup)
- Karup
- Kjellerup
- Morsø (capital: Nykøbing Mors)
- Møldrup
- Sallingsund (capital: Durup)
- Skive
- Spøttrup
- Sundsøre
- Sydthy (capital: Hurup)
- Thisted
- Tjele (capital: Ørum)
- Viborg
- Ålestrup